# Münchner Stadtmuseum
Das Münchner Stadtmuseum ist ein kultur- und zeitgeschichtliches Museum der bayerischen Landeshauptstadt München. Es wurde am 29. Juli 1888 vom damaligen Stadtarchivar Ernst von Destouches begründet.
Es versteht sich als das materielle Gedächtnis der Stadt München. Seine vielfältigen Sammlungen bezeugen das historische sowie gegenwärtige Selbstverständnis der Stadt München. In den Sonder- und Dauerausstellungen werden hauptsächlich Objekte aus den eigenen Sammlungen gezeigt.
Das Museum befindet sich am St.-Jakobs-Platz in der Münchner Altstadt und ist in einem stetig gewachsenen Gebäudekomplex untergebracht.
Seit Anfang 2024 ist das Stadtmuseum für sieben Jahre zur Generalsanierung geschlossen. Bis Mitte 2027 findet im historischen Zeughaus des Münchner Stadtmuseums eine Interimsausstellung statt.

## Gebäude

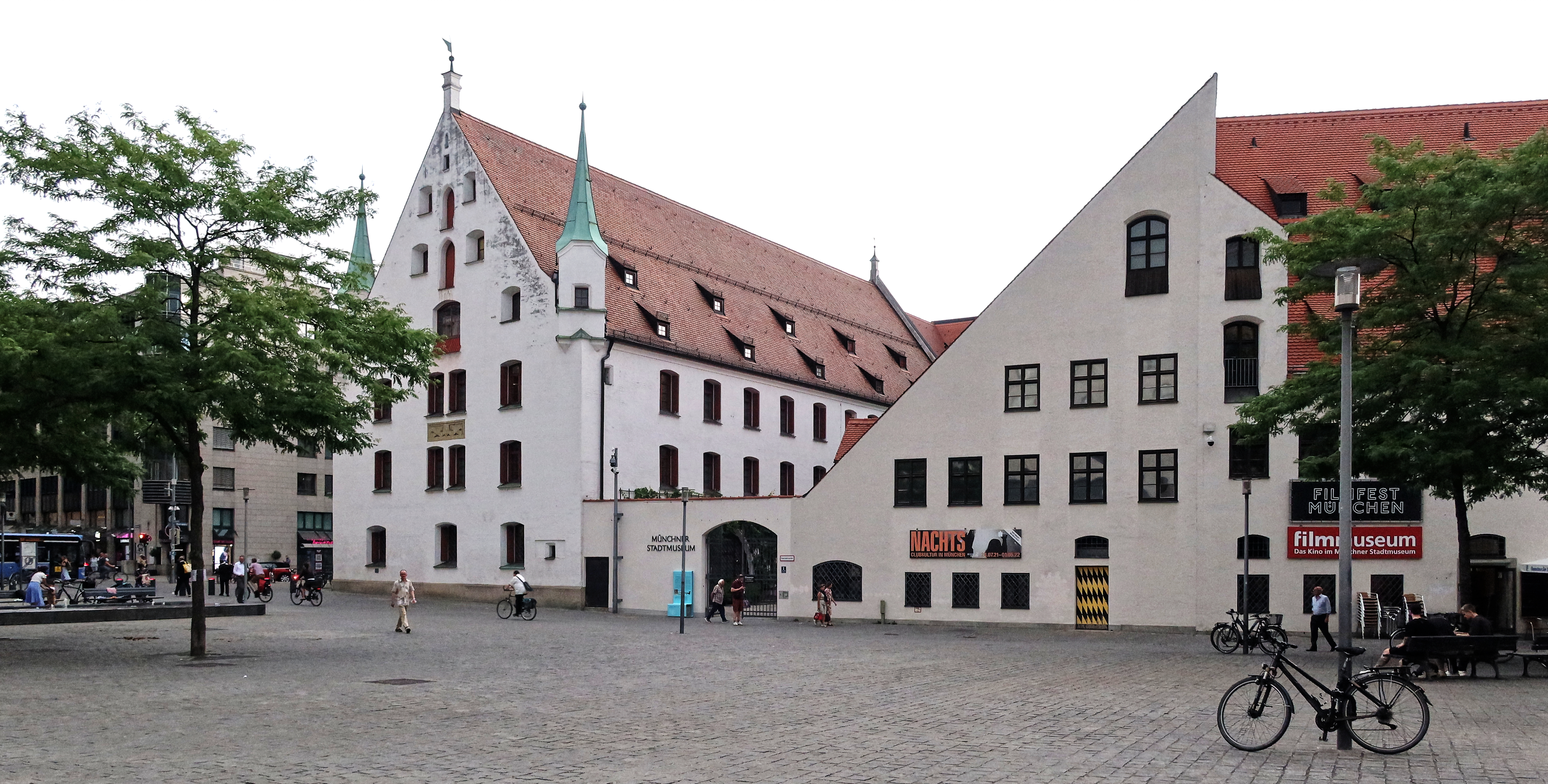
Münchner Stadtmuseum (2022)

Das Museum befindet sich auf einem geräumigen Areal im ehemaligen Zeughaus der Stadt München, im Marstall und in drei weiteren anliegenden Bauabschnitten. Das Zeughaus der Stadt entstand 1500, erbaut von Lukas Rottaler, und ist ein Bau der späten Gotik. Der ebenfalls spätmittelalterliche Marstall wurde nach dem Zweiten Weltkrieg wieder aufgebaut.
Im 20. Jahrhundert wurde das Münchner Stadtmuseum um drei weitere Bauabschnitte erweitert: den Grässeltrakt (erbaut 1926–28 von Hans Grässel), den Leitenstorfertrakt (erbaut 1930–31 von Hermann Leitenstorfer), den Gsaengertrakt (erbaut 1959–64 von Gustav Gsaenger) und den Hofmanntrakt (erbaut 1977–78 vom Architekturbüro Martin Hofmann, Tilman Erdle und Peter Wagner).

### Generalsanierung
Im Laufe der Zeit stellte sich heraus, dass die Museumsbauten sanierungsbedürftig sind. 1999 wurde erstmals eine „dringend notwendige“ Generalsanierung des Münchner Stadtmuseums festgestellt. Im Juli 2019 beschloss der Münchner Stadtrat die Generalsanierung der Gebäude. Neben der Sanierung erhält das Museum einen neuen Eingang und einen Erweiterungsbau im Innenhof. Veranschlagt wurden für die Sanierung 183 Millionen Euro, plus 20 Millionen Euro für die Neugestaltung der Ausstellungsbereiche. 2015 wurde das Architekturbüro Auer Weber beauftragt, die inhaltlichen Vorstellungen für das Münchner Stadtmuseum in eine Sanierungs- und Bauplanung zu übersetzen. Für die Zwischenzeit wurden als Ausweichquartier für Büros und Restaurierungsateliers Räumlichkeiten auf dem Stammareal der Arri Group in der Türkenstraße für zehn Jahre angemietet. Nach der Kommunalwahl 2020 verschob der Münchner Stadtrat die zwischenzeitlich auf 140 Millionen Euro veranschlagte Sanierung auf mindestens bis 2026, was seitens des Museums bedauert und kritisiert wurde. Zwischenzeitlich beschloss der Stadtrat, die Sanierung 2024 mit einem Kostenaufwand von 203 Millionen Euro zu starten, verbunden mit einer ab 8. Januar 2024 beginnenden, über mehrere Jahre sich hinziehenden Schließung des Museums. Unter dem Motto „Hin und weg“ startete das Museum im November 2023 mit einem umfangreichen Programm eine große Abschiedstour durch sämtliche Bereiche des Münchner Stadtmuseums. Zum Abschied besuchten 55.000 Menschen das Museum am St.-Jakobs-Platz, allein am letzten Wochenende 11.000.

### Neukonzeption und Zwischennutzung
Während der Sanierung, dem Umbau und der Neukonzeption reduziert das Museum seine Aktivitäten. Als wesentliches Element der Öffnung des Museums zur Stadt hin sehen Museumsleiterin Frauke von der Haar, Kulturreferent Anton Biebl und der verantwortliche Architekt Moritz Auer die Verlegung des Haupteingangs des Museums vom Süden am Jakobsplatz zur Nordseite an den Rindermarkt, von wo die Besucher über einen künftig großen vollflächig überdachten Innenhof in das Museum gelangen. Über einen Gebäudekubus im Innenhof sind die Ausstellungsflächen im Obergeschoss angebunden.
2024 findet zunächst der Aus- und Umzug statt, wobei die 30 000 Museums-Quadratmeter in dem Gebäudeareal zwischen St.-Jakobs-Platz, Oberanger und Rosental geräumt werden, mitsamt den etwa drei Millionen Kultur- und Kunstgütern, die verpackt, transportiert und in Depots zwischengelagert werden. Nach dem Umbau stehen ca. 4.500 Quadratmeter für Dauerausstellungen zur Verfügung. Die Ausstellungsflächen umfassen ab 2031 insgesamt 7.000 Quadratmeter. Über Details der Neukonzeption und die Aktivitäten des Museums in der Zwischenzeit hat das Museum eine eigene Informationsseite eingerichtet, wo auch darauf hingewiesen wird, dass das Kino des Filmmuseums und das Stadtcafé bis Juni 2027 wie gewohnt in Betrieb bleiben.
Zwischenzeitlich nutzen Personal und Werkstätten das ehemalige Arri-Gelände in der Münchner Innenstadt und präsentieren dort von 2025 bis 2027 ein sammlungsübergreifendes Projekt. Bis zur Wiedereröffnung gibt es kleinere Ausstellungen an verschiedenen Orten in München. Ab Oktober 2024 kooperiert das Stadtmuseum mit der Kunsthalle in einer Ausstellung zum Jugendstil.

## Dauerausstellungen

### „Typisch München!“

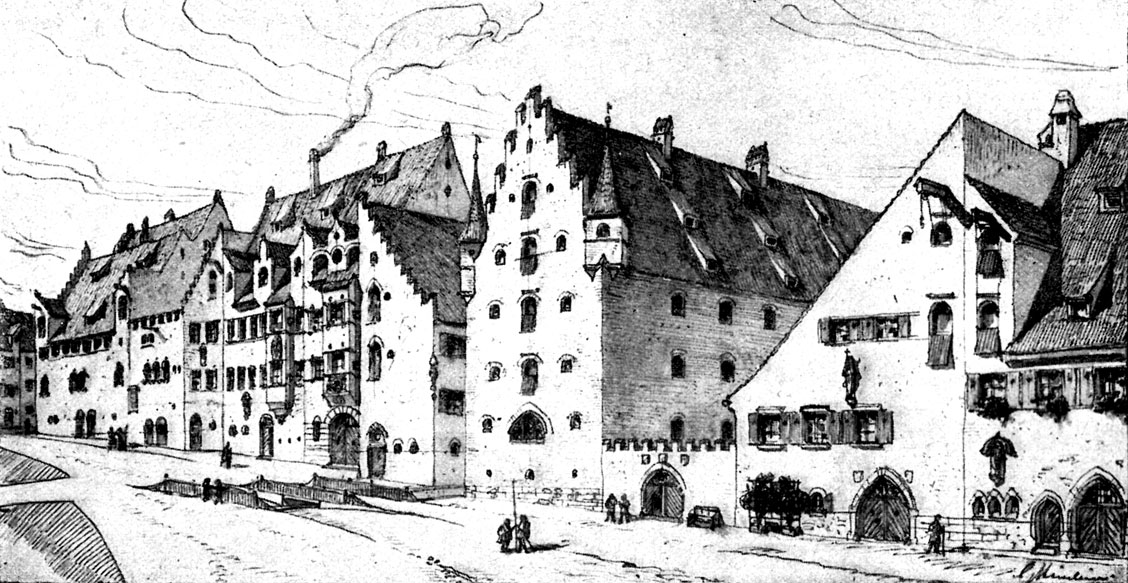
Das Zeughaus auf einer Zeichnung nach dem Sandtnerschen Stadtmodell

Eingebettet in den kulturgeschichtlichen Kontext wird in einem Rundgang über drei Etagen alles dargestellt, was typisch für die Stadt und ihre Bewohner ist. Vom angeblichen Schlüsselbein Herzog Heinrichs des Löwen bis zur Allianz Arena beleuchtet die Ausstellung die Kulturgeschichte Münchens von ihrer Gründungslegende bis zur Gegenwart. Ein Anziehungspunkt sind die um 1480 entstandenen Moriskentänzer von Erasmus Grasser (1450–1518), die für den Ballsaal des Alten Rathauses geschaffen worden waren. Die Moriskentänzer gelten als Standardbeispiele der bürgerlichen Kunst der Spätgotik. Bedeutend ist auch eine Kopie des Stadtmodell Münchens von Jakob Sandtner aus dem Jahre 1570. Auch das Grabrelief der Indianerkinder Juri und Miranha befindet sich seit 1892 im Besitz des Museums und wurde in die Ausstellung integriert.
Auf insgesamt 2400 m2 zeigt die Ausstellung rund 400 Objekte, beginnend mit dem alten München über Stationen wie Königreich oder Schwabinger Bohème bis hin zu den Olympischen Sommerspielen 1972 und zur Gegenwart. Zu sehen sind die bedeutendsten Werke, die das Münchner Stadtmuseum seit seiner Gründung 1888 gesammelt hat. Die Ausstellung stellt drei Fragen: Was ist typisch München, seit wann und vor allem warum?
Die Ausstellung zeigt ausschließlich Werke aus den eigenen Beständen und gibt einen umfassenden Einblick in die Sammlungsbereiche des Münchner Stadtmuseums: Angewandte Kunst, Filmmuseum, Fotografie, Grafik / Gemälde, Mode / Textilien / Kostümbibliothek, Musik, Puppentheater / Schaustellerei, Reklamekunst, Stadtkultur. Im Hinblick auf eine Auswahl wurden die Bestände für die Ausstellung wissenschaftlich neu bearbeitet, restauratorisch betreut und in den jeweiligen stadthistorischen Kontext gestellt.
Im Zentrum der Ausstellung steht das Phänomen einer kommunalen Emanzipation, in der sich die Stadt von ihrer durchwegs höfisch dominierten Geschichte verabschiedet, um ein städtisches Selbstbewusstsein gerungen und den Ruf der „heimlichen Hauptstadt“ der Bundesrepublik erworben hat. Die Dauerausstellung zeigt, wie dieser Prozess seit dem 19. Jahrhundert, seit der 700-Jahr-Feier von 1858 bis heute wirksam ist.
Seit 2015 forscht das Münchner Stadtmuseum zu Münchens Migrationsgeschichte. Die Ergebnisse des Projekts „Migration bewegt die Stadt“ sind in der Ausstellung zu sehen und zeigen die facettenreiche Migrationsgeschichte, ohne die München nicht zu denken ist. Damit werden auch Migrationserfahrungen, die sich in die Biografien vieler Münchner eingeschrieben haben, als selbstverständlicher Teil der Stadtgeschichte anerkannt. Zur baulichen Umsetzung des Unternehmens wurde das Münchner Zeughaus grundlegend saniert und mit moderner Museumstechnik ausgestattet. Es handelt sich um einen Akt der Denkmalspflege, durch den sich das Gebäude seiner historischen Bedeutung angemessen in das neue Ensemble am St.-Jakobs-Platz mit Jüdischen Gemeindezentrum und Jüdischen Museum einfügt.

### Nationalsozialismus in München

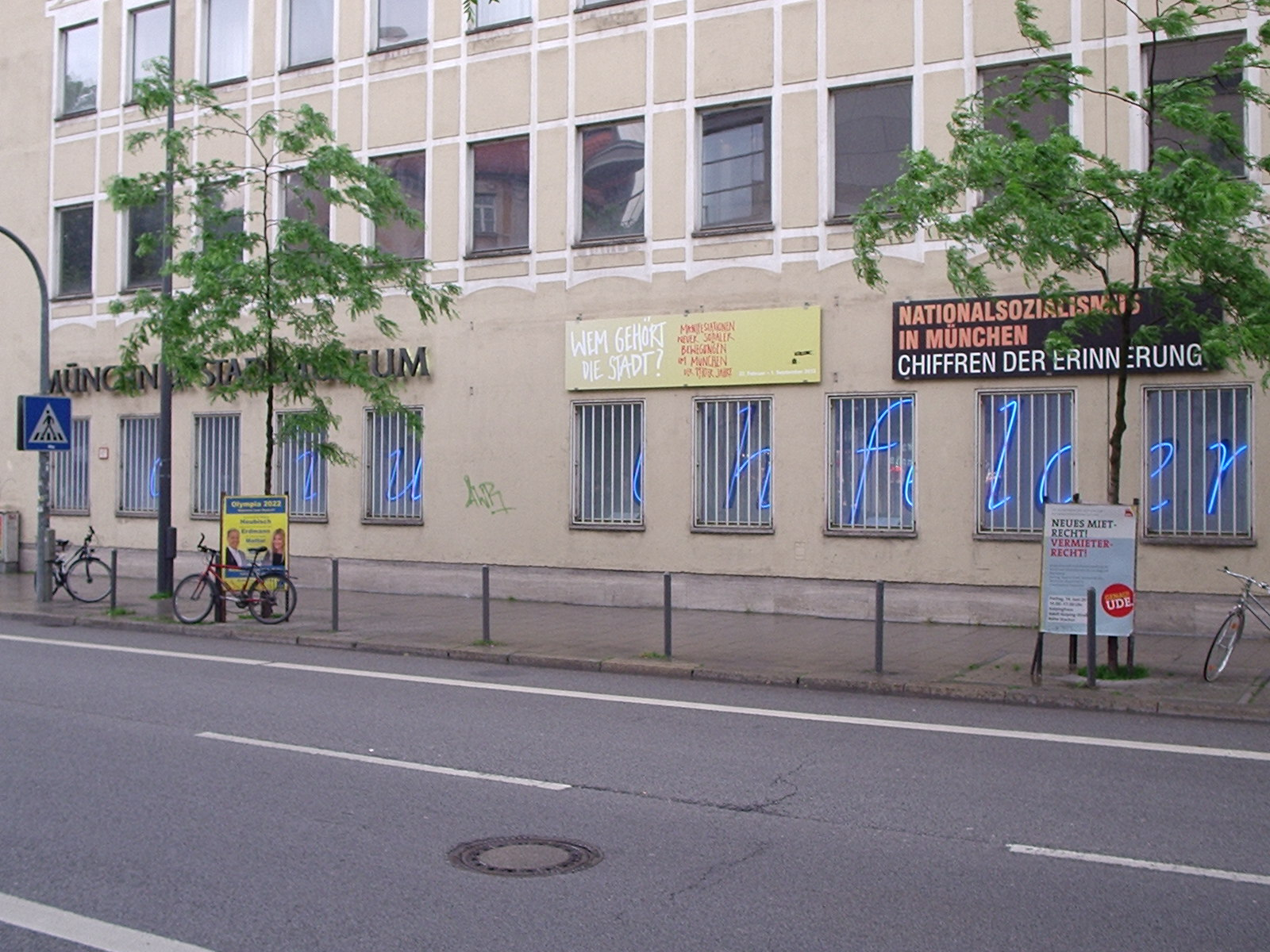
Leuchtschrift „Kaufhaus Uhlfelder“ in den Fenstern zum Oberanger

Die seit 2003 bestehende Dauerausstellung Nationalsozialismus in München zeigt Entstehung, Ausprägung und Folgen des Nationalsozialismus in München zwischen 1918 und 1945. Der Akzent liegt auf den Besonderheiten, die die Stadt zum Standort der NSDAP-Zentrale, „Hauptstadt der Bewegung“ und „Hauptstadt der deutschen Kunst“ werden ließen. Dazu gehören Informationen über Akteure und Verfolgte, über Akzeptanz und Widerstand in München.
Im Rahmen der Ausstellung war in den dem Oberanger zugewandten Fenstern des Museumsgebäudes eine blaue Leuchtschrift mit dem Schriftzug „Kaufhaus Uhlfelder“ installiert, die daran erinnerte, dass das Gebäude zum Teil am Standort des früheren Kaufhauses Uhlfelder steht, das während der Pogromnacht geplündert und dessen jüdischer Besitzer von den Nationalsozialisten enteignet wurde.

## Sammlungen

### Angewandte Kunst
Die Anfänge der Sammlung reichen auf die Gründungszeit des Münchner Stadtmuseums zurück: Kunstgewerbliche Arbeiten zählten zu den ersten Objekten, die im Auftrag der Stadt München als Grundstock zur Errichtung eines historischen Museums zusammengetragen worden sind. Heute spannt die Sammlung einen zeitlichen Bogen vom 15. Jahrhundert bis zur Gegenwart. Die Schwerpunkte liegen dabei auf der Zeit des Biedermeier, des Historismus, Jugendstil und Neoklassizismus. Zur Sammlung zählen, darunter häufig komplette Garnituren. Einen besonderen Stellenwert nehmen die Inkunabeln des Münchner Jugendstils ein: die frühen Entwürfe von August Endell, Hermann Obrist, Bruno Paul und Richard Riemerschmid. Weiterhin beinhaltet die Sammlung kunsthandwerkliche und kunstgewerbliche Objekte aus den Materialbereichen Porzellan, Keramik, Glas, Silber und unedle Metalle sowie Münzen und Medaillen. Als Entwerfer sind hier wieder Bruno Paul und Richard Riemerschmid vertreten sowie etwa Gertraud von Schnellenbühel, Ignatius Taschner, Georg Carl von Reichenbach und Karl Roth. Auf Grundlage der Sammlung kann eine Folge mehrerer Interieurs zusammengestellt werden, anhand derer sich stilistische Merkmale einer Epoche ebenso zeigen lassen wie sozialgeschichtliche Aspekte zum Thema Wohnalltag.
Zur Sammlung gehören auch die vier Originalfiguren der „Heldenputten“ der Mariensäule auf dem Marienplatz, die dort gegen Ende des 20. Jahrhunderts durch moderne Kopien ersetzt wurden. Darüber hinaus sind der Sammlung Angewandte Kunst Skulpturen und plastische Bildwerke zugeteilt, zu denen auch die Moriskentänzer von Erasmus Grasser zählen – ein unbestrittener Höhepunkt des Münchner Stadtmuseums.
Ein weiterer Teil der Sammlung sind 80 Architekturmodelle.

### Fotografie

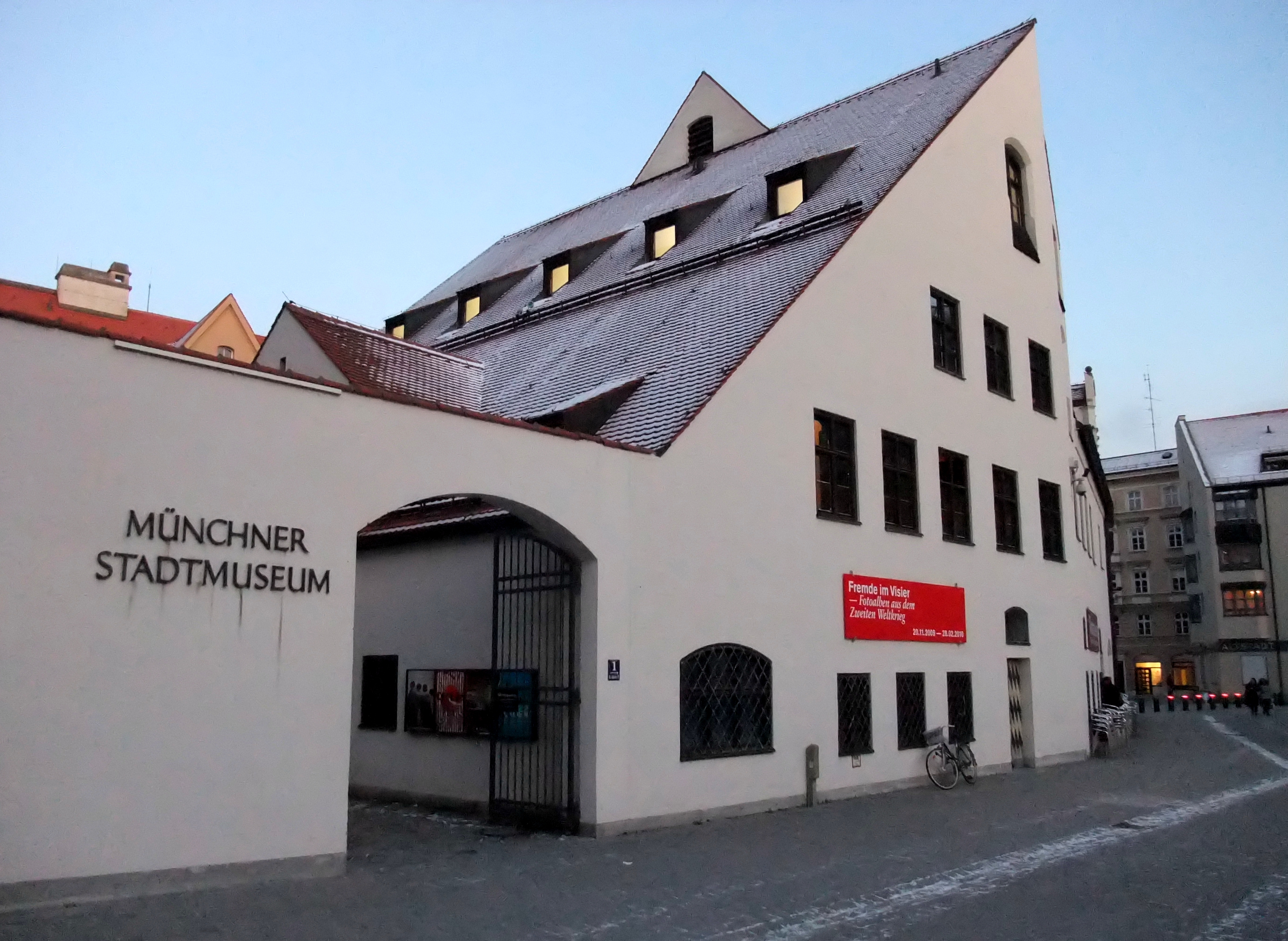
Detailansicht, 2009

Die 1963 eröffnete Sammlung Fotografie (damals Fotomuseum im Münchner Stadtmuseum) zählt mit einem Sammlungsbestand von über 500.000 Fotografien zu den führenden fotografischen Sammlungen Europas. Der Schwerpunkt der Bestände liegt im Zeitraum bis 1980, wird aber durch zeitgenössische Fotografien ständig erweitert. Durch den Ankauf der Sammlung des Fotografen und jüdischen Emigranten Josef Breitenbach kamen 1977 über 600 Originale international bekannter Fotografen wie Berenice Abbott, Robert Adamson & David Octavius Hill, Julia Margaret Cameron, Robert Capa, Alfred Eisenstaedt, Roger Fenton, André Kertész und Lisette Model an die Sammlung Fotografie, die das Herzstück der heutigen Bildbestände bilden. Eine wichtige Ergänzung erfuhr die Sammlung 1984 durch den Ankauf der über 1000 Objekte umfassenden Sammlung Uwe Scheid zur Geschichte der Fotografie im 19. Jahrhundert. 1985 gelangte die Stiftung Franz Hanfstaengl an das Museum. Seit 1991 haben zahlreiche Archive und Nachlässe den Weg in die Sammlung gefunden, darunter der über 1.100 Vintageprints umfassende Nachlass von Herbert List sowie umfangreiche Archive unter anderem von Thomas Höpker, Philipp Kester, Hermann Landshoff, Alois Löcherer, Barbara Lüdecke, Stefan Moses, Floris M. Neusüss, Barbara Niggl Radloff, Regina Relang, Hans Schreiner und seinem Institut für Bildjournalismus, Frank Eugene Smith, Dimitri Soulas, Vladimir Vinski sowie das Archiv der Illustrierten Quick.
Eine Publikumsattraktion ist das im Originalzustand erhaltene, in der Dauerausstellung Typisch München! präsentierte Kaiserpanorama – ein um 1900 in Europa ausgesprochen populäres Massenmedium – das es 25 Personen gleichzeitig ermöglichte, dreidimensionale Zyklen in- und ausländischer Reise- und Städtebilder zu betrachten. Kaiserpanorama Buchreferenz:
Eine Fachbibliothek mit über 14.000 Bänden sowie 600 seltenen Fotobüchern steht für die wissenschaftliche Forschung zur Verfügung. Den Ruf der Sammlung Fotografie begründeten in den 1970er Jahren zahlreiche monografische und thematische Ausstellungen. In den letzten Jahrzehnten wurden hier Retrospektiven von Roger Ballen, Nobuyoshi Araki, Felice Beato, Bernd und Hilla Becher, Joachim Brohm, Samuel Bourne, Adolphe Braun, Harry Callahan, Hugo Erfurth, Frank Eugene, Theodor Hilsdorf, Peter Keetman, William Klein, Annie Leibovitz, Herbert List, Will McBride, Stefan Moses, Irving Penn, Pierre et Gilles, Alexander Rodtschenko, Toni Schneiders, Giorgio Sommer, Paul Strand und Juergen Teller gezeigt. Das Ausstellungsformat „FORUM für zeitgenössische Fotografie“ präsentiert regelmäßig Arbeiten von jungen Künstlern. Dort fanden Ausstellungen von zeitgenössischen Künstlern wie Katharina Gaenssler, Martin Fengel, Sebastian Jung, Elisaveta Porodina und Franz Wanner statt.

### Grafik / Gemälde
Die Sammlung Grafik und Gemälde umfasst heute weit über 200.000 Objekte. Der Schwerpunkt liegt auf der Münchner Stadtgeschichte. Besonders umfangreich sind die Bestände aus dem 19. Jahrhundert.
Der historische Kern der grafischen Sammlung stammt aus dem Ankauf der Bestände von Joseph Maillinger (1831–1884), dessen Bilder-Chronik der Stadt München rund 18.000 Blätter umfasst. Erwähnenswert sind auch weitere Monacensia-Sammlungen, wie die von Franz Xaver Zettler und Carlo Proebst. Durch Schenkungen und Ankäufe wird die Sammlung laufend aktualisiert.
Von folgenden Künstlern befinden sich größere Konvolute in der Sammlung Grafik und Gemälde: Heinrich Bürkel, Peter von Cornelius, Johann Georg von Dillis, Johann Georg Edlinger, Peter von Hess, Leo von Klenze, Wilhelm von Kobell, Moritz von Schwind, Carl Rottmann, Wilhelm von Kaulbach und Friedrich August von Kaulbach sowie den Künstlerfamilien Adam und Quaglio.
Weiter bereichern Nachlässe von Münchner Künstlern die Sammlung. Hervorzuheben ist der grafische Nachlass des Bildhauers Ludwig von Schwanthaler, mit über 2.000 Studien- und Entwurfsblättern, sowie der so genannte „Krumper-Nachlass“, ein Konvolut großformatiger Architekturzeichnungen aus der Zeit um 1600, welches kunstgeschichtlich von großer Bedeutung ist. Auch der umfangreiche Nachlass des symbolistischen Jugendstilkünstlers Carl Strathmann befindet sich im Münchner Stadtmuseum.
Die Gemälde-Sammlung des Münchner Stadtmuseums reicht von frühen Werken aus der Zeit um 1500, wie zwei Tafeln mit Szenen der Passion Christi von Jan Polack, bis zur Malerei von zeitgenössischen Künstlern.
Der Schwerpunkt liegt auf Münchner Motiven und auf Künstlern, die in dieser Stadt tätig waren. So finden sich hier zahlreiche Portraitgemälde von Münchner Bürgerinnen und Bürgern, etwa von Johann Georg Edlinger oder Joseph Hauber. Hinzu kommt eine Vielzahl an Genrebildern, wie die kulturhistorisch aufschlussreichen Szenen von Joseph Stephan und Peter Jakob Horemans aus der Mitte des 18. Jahrhunderts. Den größten Anteil machen Gemälde aus dem 19. Jahrhundert aus. Hervorzuheben sind Arbeiten von Albrecht Adam und Heinrich Adam (Maler), Leo von Klenze, Franz von Lenbach, Leo Putz, Domenico und Lorenzo Quaglio sowie von Carl Spitzweg.
In einem Querschnitt durch alle Bestände Münchner Stadtmuseums sind im „Porträt-Archiv“ von bavarikon an die 35.000 Bildnisse versammelt, Fotos, Grafiken, Gemälde, Skulpturen, Medaillen.

### Reklamekunst
Die Anfänge der Sammlung Reklamekunst wurden bereits Ende des 19. Jahrhunderts mit der Gründung des Münchner Stadtmuseums gelegt. Die Sammlung beherbergt mehr als 30.000 Plakate, vor allem für die Zeit um 1900. Sie reicht von den Anfängen der Plakatentwicklung im 19. Jahrhundert bis in die Gegenwart und umfasst internationale Plakate insbesondere aus Politik, Wirtschaft und Kultur. Darunter befinden sich Blätter bekannter Künstler und innovativer Gestaltung ebenso wie Plakate als Dokumente der Alltagsgeschichte.
Ihr besonderes Profil erhält die Sammlung Reklamekunst durch den reichen Fundus an Blättern zur Münchner Plakatgeschichte. Etwa zwei Drittel des gesamten Bestandes sind Plakate, die in einem engen Bezug zu München stehen, teils auf Grund ihrer thematischen Bezüge, teils weil die Plakate in München gedruckt oder von Münchner Künstlerinnen und Künstlern gestaltet wurden.
Ergänzt werden die Plakatbestände durch etwa 15.000 Reklamemarken, Werbeinserate und Einladungskarten, aber auch Anhänger, Aufkleber und ähnliche kleinformatige Gebrauchsgrafik.

### Puppentheater und Schaustellerei
Die Sammlung Puppentheater und Schaustellerei des Münchner Stadtmuseums, die im Jahr 1940 durch Ludwig Krafft begründet wurde, beschäftigt sich mit allen Bereichen des Figurentheaters seit dem 18. Jahrhundert. Die international ausgerichtete Sammlung von ca. 13.000 Figuren umfasst Handpuppen, Marionetten, Stab- und Schattenfiguren mit kompletten Bühnennachlässen, Theaterdekorationen und Textbüchern.
Der Schwerpunkt liegt auf der Erfassung des volkstümlichen und künstlerischen Puppenspiels vor 1945 in Deutschland. Weiter wurden der Fundus der Spieldose – Mechanisches Theater Münchner Studenten (1955 bis heute) fast vollständig gesammelt sowie die Figurensätze des Marionettenstudios in Schwabing (seit 1949). Außerdem ist die ehemalige Werkstatt des Münchner Bildhauers und Puppenschnitzers Walter Oberholzer komplett zu sehen. Oberholzer hatte auch für das Münchner Marionettentheater gearbeitet. Zudem ist der (1959) noch erreichbare Fundus des Prinzipals des Marionettentheaters Münchner Künstler vor 1933 Paul Brann in ständiger Ausstellung zu sehen. Dazu kommen reichhaltige Bestände aus anderen europäischen Ländern sowie aus Asien und Afrika. Eine Besonderheit bildet der Bestand an mechanisch-beweglichen Figuren und Automaten.
Seit 1980 erweiterte das Museum seine Interessen auf das Gebiet der Schaustellerei mit dem Blick auf die Attraktionen der deutschen Jahrmärkte und Feste vom 19. Jahrhundert bis zur Gegenwart. Dabei werden auch die Sparten Varieté und Circus berücksichtigt.
Die Museumsabteilung hat sich damit zur zentralen Anlaufstelle für Fragen zu volkstümlichen Vergnügungen entwickelt. Neben der ständigen Schausammlung, die vor allem die Entwicklung des Puppenspiels und der Schaustellerei in Deutschland veranschaulicht, stehen Forschern die Fachbibliothek, das Archiv und die Grafiksammlung zur Verfügung.
In Zusammenarbeit mit dem Münchner Verein Gesellschaft zur Förderung des Puppenspiels wird das gesamte Spektrum des Puppentheaters durch Aufführungen zeitgenössischer Bühnen gepflegt.

### Mode/Textilien/Kostümbibliothek
Die Sammlung Mode und Textilien beinhaltet Kleidung und Accessoires aus unterschiedlichen Epochen von der Alltagskleidung bis zur Haute Couture. Ein kleiner Teil der Sammlung ist in die Dauerausstellung „Typisch München!“ integriert. Originale Mode und Textilien aber auch Originalquellen wie Grafiken, Modekupfer, Modejournale und Kostümbücher vom 16. Jahrhundert bis heute sind Teil der Sammlung. In den Bereich „Textilien“ fallen Handarbeiten wie Stickereien, Heimtextilien oder Mustertücher. An die Sammlung Mode/Textilien angegliedert ist die Von Parish Kostümbibliothek. Begründet wurde die Kostümbibliothek von Hermine von Parish sen. (1881–1966). 1970 übergab ihre Tochter Hermine von Parish jun. (1907–1998) die Privatsammlung an die Stadt München und das Münchner Stadtmuseum. Der Bestand der international bedeutenden Spezialbibliothek umfasst die fünf Sammlungsbereiche: Bücher und Zeitschriften, Grafik, Fotografie und Dokumentation. Die Von Parish Kostümbibliothek befindet sich mit ihren fünf Sammlungsbereichen in einer Jugendstilvilla im Münchner Stadtteil Nymphenburg.

### Musik
Neben Kostbarkeiten des Instrumentenbaus aus verschiedenen Kulturen zeigt die Sammlung einen Querschnitt der Vielfalt musikalischer Instrumente. Grundlage ist die 1940 von dem Münchner Sammler Georg Neuner (1904–1962) an die Stadt München gestiftete bis dahin 900 Instrumente umfassende Privatsammlung. Neuner wurde der erste Leiter der „Städtischen Musikinstrumenten-Sammlung München“. Von 1983 bis 2009 trug die Sammlung die Bezeichnung „Musikinstrumentemuseum im Münchner Stadtmuseum“. Seit 2009 heißt sie „Sammlung Musik des Münchner Stadtmuseums.“
Neben bekannten heimischen Instrumentenbauern wie Michael Saurle (1772–1845) mit Blechblasinstrumenten, Theobald Böhm (1794–1881) mit Querflöten oder Hermann Hauser (Gitarrenbauer) (1882–1952) mit Saiteninstrumenten, sind in der Sammlung Musik auch internationale Instrumentenbauer vertreten, darunter die Brüder Antonius (1555–1640) & Hieronymus (1556–1630) Amati mit einer Violine, Adolphe Sax (1814–1894) mit einem ganzen Saxophon-Satz oder Georges Cousineau (1733–1800) mit mehreren Harfen. Aus den heute annähernd 6.000 Musikinstrumenten und Klangobjekten der Sammlung stammt über die Hälfte aus nichteuropäischen Ländern, darunter ca. 1500 Instrumente aus Afrika, Asien, Altamerika und Europa, sowie den Sonderbereich der mechanischen Musikinstrumente mit großem Stern-Orchestrion aus dem Jahr 1880. Bis 2020 war ein Teil der Sammlung in der Dauerausstellung zu sehen.

### Stadtkultur
Die Sammlung Stadtkultur beschäftigt sich mit der Frage, anhand welcher Objekte sich das gelebte Miteinander der Münchner dokumentieren und aufbewahren und ausstellen lässt. Spielzeuge für Kinder wie Erwachsene werden genauso gesammelt, wie Artefakte der Industriegeschichte, das Münchner Nachtleben wird ebenso archiviert, wie die Dinge, welche die Entwicklung einer sich veränderten Stadtgesellschaft abbilden lassen. Die gesammelten Objekte geben Auskunft darüber, wer die Menschen dieser Stadt sind, was sie beschäftigt und welche gesellschaftlichen Veränderungen sich feststellen lassen. In der Sammlung finden sich Alltagsgegenstände, Unikate, und Dokumente, die für besondere Ereignisse in der Stadthistorie stehen. Hierzu gehört auch seit 2019 als dauerhafte Aufgabe des Münchner Stadtmuseums betriebene Migrationsforschung. Das Museum sieht seine Aufgabe darin, die Migrationsgeschichte Münchens durchgehend in der Museumsarbeit sichtbar zu machen und hierfür ein Bewusstsein in der Öffentlichkeit zu schaffen. Dazu werden Akteure, Orte und Bilder befragt, die den urbanen Alltag der Migrationsstadt München, aber auch verschiedene Facetten von Rassismus und Diskriminierung verdeutlichen.
In diesem Zusammenhang entstand im Museumsbereich am Sebastiansplatz die „Galerie Einwand“ des Münchner Stadtmuseums, in der regelmäßig Veranstaltungen und Kabinettausstellungen zur Geschichte und Gegenwart des migrantischen Münchens stattfinden.

### Filmmuseum und kommunales Kino
Das Filmmuseum München ist Filmsammlung und Kino in einem. Dieser Bereich besteht seit 1963 als Abteilung des Münchner Stadtmuseums und ist Deutschlands erstes kommunales Kino. In fast täglichem Spielbetrieb stellt das Filmmuseum in seinem Kino herausragende Werke aus allen Epochen der internationalen Filmgeschichte vor. Sein Archiv umfasst Klassiker der Filmgeschichte, die zum Teil in jahrelanger Arbeit rekonstruiert wurden. Dazu zählen Stummfilmklassiker wie Die freudlose Gasse, Metropolis, Der Golem, wie er in die Welt kam und Das Weib des Pharao, ebenso wie die unvollendeten Filmfragmente aus dem Nachlass von Orson Welles. Schwerpunkte der Sammlung sind neben deutschen und sowjetischen Stummfilmen frühe Tonfilme und Mehrsprachenversionen, Klassiker des Avantgardefilms sowie Filme von Münchner Regisseuren wie Herbert Achternbusch, Rainer Werner Fassbinder, Wim Wenders, Nicolas Humbert und Alexander Riedel. Häufig sind Regisseure, Schauspieler und Filmschaffende im Filmmuseum zu Gast, die nach der Vorführung mit dem Publikum über ihre Werke diskutieren.

## Provenienzforschung
Seit 2011 untersucht das Münchner Stadtmuseum seine eigene Ankaufspolitik im Hinblick auf die Herkunft der Objekte. Das Museum kooperiert dabei mit dem Deutschen Zentrum Kulturgutverluste. Hintergrund ist, dass sich die Bundesrepublik Deutschland mit der Unterzeichnung der Washingtoner Prinzipien im Dezember 1998 gemeinsam mit 43 weiteren Staaten dazu verpflichtet hat, die Herkunft der Bestände in öffentlichen Einrichtungen zu überprüfen und festzustellen, ob sich hier unrechtmäßig erworbene Kunstgegenstände befinden.
Der Kulturausschuss der Landeshauptstadt München beschloss in der Sitzung vom 21. Oktober 1999, die vom Beauftragten der Bundesregierung der Kultur und der Medien, vom Deutschen Museumsbund und von der Kulturstiftung der Länder erbetene Recherche in den städtischen Museen aktiv zu unterstützen.
Das Münchner Stadtmuseum untersucht seit über zehn Jahren seine Bestände und hat 2018 dafür eine eigene Stelle für die Provenienzforschung eingerichtet. Ziel dieser Stelle ist es, verfolgungsbedingt entzogenes Kulturgut zu identifizieren und an die rechtmäßigen Eigentümer zurückzugeben. Zentral ist dabei das Anliegen, faire und gerechte Lösungen im Dialog mit den betroffenen Familien zu entwickeln.

## Direktoren
- 1888–1916: Ernst von Destouches (1843–1916)
- 1916–1924: Karl Dietl[30]
- 1925–1934: Eberhard Hanfstaengl (1886–1973)[30]
- 1935–1954: Konrad Schießl (1889–1970),[30]
- 1954–1969: Max Heiß (1904–1971)[30]
- 1969–1980: Martha Dreesbach (1929–1980)
- 1980–1987: Christoph Stölzl
- 1988–2009: Wolfgang Till
- 2010–2019: Isabella Fehle
- 2020 – 30. Juni 2025: Frauke von der Haar
- seit 1. Juli 2025: Markus Speidel